# جزيرة بابي (باليكبابان)
جزيرة بابي (باليكبابان) وهي جزيرة من جزر إندونيسيا، وتقع ضمن جزر باليكبابان في إقليم كالمنتان الشرقية في إندونيسيا.